# Diseoblax wrightii
Diseoblax wrightii är en skalbaggsart som först beskrevs av Waterhouse 1880.  Diseoblax wrightii ingår i släktet Diseoblax och familjen långhorningar.
Artens utbredningsområde är Seychellerna. Inga underarter finns listade i Catalogue of Life.